# Alles op tafel
Alles op tafel is een Nederlandse tragikomedie uit 2021, geregisseerd door Will Koopman. De film is een remake op de  Italiaanse film Perfetti sconosciuti uit 2016. Eerder werden er ook al versies van de film gemaakt in diverse andere talen.

## Rolverdeling
| Acteur             | Personage |
| ------------------ | --------- |
| Linda de Mol       | Margot    |
| Peter Paul Muller  | Vincent   |
| Lies Visschedijk   | Charlotte |
| Ramsey Nasr        | Marco     |
| Eva Crutzen        | Fenna     |
| Waldemar Torenstra | Thomas    |
| Diederik Ebbinge   | Ben       |
| Aiko Beemsterboer  | Sanne     |
| Marieke Westenenk  | Mandy     |

## Release
De film ging in première op 1 november 2021 in DeLaMar in Amsterdam.

## Ontvangst
De film ontving op 12 november 2021 de Gouden Film-status, omdat 100.000 bezoekers de film in de bioscoop hebben gezien. Bij de dagbladen werd de film beoordeeld met vier van de vijf sterren bij de Volkskrant en drieënhalf ster bij De Telegraaf.